# 多田記子
多田 記子（ただ のりこ、1970年12月10日 - ）は、 日本のフリーアナウンサー。

## 略歴
東京都出身。獨協大学外国語学部卒業後、福井テレビの記者・アナウンサーを経てフリーに。
ラジオNIKKEIキャスター、日経CNBCメインキャスター、J-WAVEニュースルームアナウンサー、文化放送記者・アナウンサーなどを経て、2018、19年度のNHKラジオ英会話「ハートでつかめ!英語の極意」番組制作・CDアドバイザーを担当。
ラジオ日経「Let's read the NIKKEI in English」2003年番組開始時よりキャスター。2009年獨協大学大学院外国語学研究科フランス語学専攻修了。

## 人物
- 英語教諭一種免許
- フランス語教諭専修免許
- 2007年：フランス料理菓子「ル・コルドンブルー・グランディプロム」取得

## 出演
- 福井テレビ「福井新聞ニュース」
- ラジオNIKKEI
- 日経CNBC
- J-WAVE
- NHKラジオ第2放送